# Calle del Mesón de Paredes
La calle de Mesón de Paredes es una vía del barrio de Lavapiés de Madrid que desciende en pronunciada cuesta desde uno de los extremos de la plaza de Tirso de Molina hasta la Ronda de Valencia (ya cerca del antiguo portillo de Embajadores). Su nombre se debe al Mesón de Paredes, llamado así por ser su propietario Simón Miguel Paredes. Está considerada una de las más pintorescas de lo que Mesonero Romanos llamaba los "barrios bajos" de Madrid, y en ella nació el arquitecto José de Churriguera en el año 1665.

## Historia
En el plano de Teixeira, de 1656, aparece solo como «calle del Mesón» hasta la altura del convento de monjas de Santa Catalina de Sena, y a partir de ese punto como calle de Cabestreros hasta la plaza de ese nombre. En el de Espinosa, de 1769, ya figura como Mesón de Paredes el primer tramo y como calles de la Hoz alta y baja, los tramos que en 1868 llegaron hasta la Ronda de Embajadores.
La historia de la urbanización de esta antigua vía aporta datos del litigio que en 1628 sostuvieron un alfarero, Andrés Frutos, y el licenciado Pedro Pérez de Saavedra, por un terreno que este último quería hacer pasar por suyo. Asimismo, habla de la importancia de la calle el dato de que tuviera en su recorrido una fuente del viaje del bajo Abroñigal.

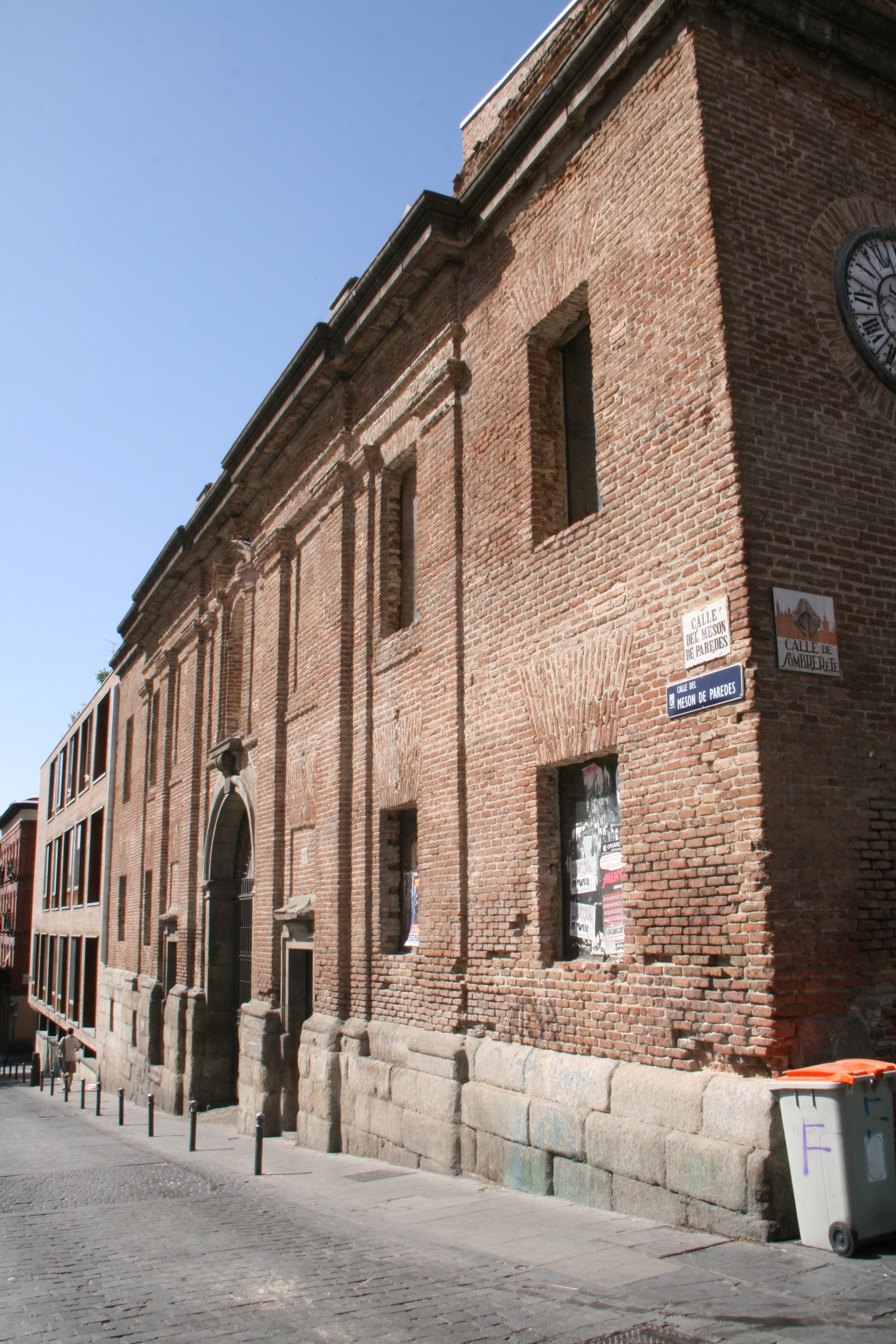
Fachada de las Escuelas Pías de San Fernando a la calle Mesón de Paredes, haciendo esquina con la calle del Sombrerete.

En el número 39 estuvo el mencionado convento de Santa Catalina de Sena, congregación fundada en 1510 por Catalina Téllez, que tras pasar por varios asentamientos se instalaron a esta calle tras la Guerra de la Independencia Española, en el que había sido palacio del conde de las Torres en el siglo XVIII.
Gracias a la cesión que en 1763 se hizo a los escolapios italianos para la ampliación de su hospicio, escuela infantil e iglesia, tuvieron puerta a esta calle tras un cuarto de siglo de obras las Escuelas Pías de San Fernando, situadas al final de la calle, haciendo esquina con la del Sombrerete. Destruidas en parte durante la guerra civil española y abandonadas después, escuelas e iglesia tuvieron que esperar a que la democracia reconvirtiera las ruinas en biblioteca municipal y centro cultural. Peñasco y Cambronero en su documentado compendio de Noticias, tradiciones y curiosidades de las calles de Madrid, dejan noticia de otra casa de beneficencia que hubo en el número 88 de Mesón de Paredes, la casa de Misericordia de San Alfonso.
Otro edificio, atractivo para paseantes y turistas curiosos es la gran corrala que se asoma a Mesón de Paredes desde el edificio que ocupa la finca que cierran la calle del Sombrerete y la del Tribulete, declarada monumento nacional en 1977 y que luego pasó al catálogo de Bienes inmuebles de interés cultural.

## Establecimientos
Castiza y pintoresca fue la Taberna de Antonio Sánchez, una de las pocas tabernas que han sobrevivido en la capital española. Tomaba el nombre de su dueño, el torero y pintor aficionado Antonio Sánchez, que la heredó de su padre. El local, lugar de reunión y tertulia de los aficionados a la tauromaquia, fue protagonista de la novela "Historia de una Taberna" (1945) escrita por Antonio Díaz-Cañabate.
Anota otro cronista de la villa, Pedro de Répide, que en esta calle estuvo una de las pastelerías más antiguas de España. Otro establecimiento de tierno recuerdo fue el antiguo Hospital de Maternidad, instalado en este sector de los populares barrios bajos de Madrid; en él nacieron Francisco Umbral, el 11 de mayo de 1932, y el cantante Julio Iglesias el 23 de septiembre de 1943.